# Liga Europejskich Uniwersytetów Badawczych
Liga Europejskich Uniwersytetów Badawczych, LERU (ang. League of European Research Universities) – konsorcjum najbardziej znanych i czołowych uniwersytetów Europy.
Do organizacji należą obecnie 23 uniwersytety (w 2011 opuścił ją szwedzki Instytut Karolinska, jeden z członków założycieli):

 Belgia
- Katolicki Uniwersytet w Leuven

 Dania
- Uniwersytet Kopenhaski

 Finlandia
- Uniwersytet Helsiński

 Francja
- Uniwersytet Piotra i Marii Curie
- Uniwersytet Paris-Sud
- Uniwersytet Strasburski

 Hiszpania
- Uniwersytet Barceloński

 Holandia
- Uniwersytet Amsterdamski
- Uniwersytet w Lejdzie
- Uniwersytet w Utrechcie

 Irlandia
- Kolegium Trójcy Świętej w Dublinie

 Niemcy
- Uniwersytet we Fryburgu
- Uniwersytet w Heidelbergu
- Uniwersytet Monachijski

 Szwajcaria
- Uniwersytet Genewski
- Uniwersytet Zuryski

 Szwecja
- Uniwersytet w Lund

 Wielka Brytania
- Kolegium Imperialne w Londynie
- Kolegium Uniwersyteckie w Londynie
- Uniwersytet w Cambridge
- Uniwersytet Edynburski
- Uniwersytet Oksfordzki

 Włochy
- Uniwersytet Mediolański